# Union Générale Cinématographique
L'Union Générale Cinématographique, comunemente identificata con l'acronimo UGC, è un gruppo di distribuzione cinematografica francese, il secondo per importanza nel paese d'origine e fra i maggiori anche a livello europeo.

## Storia

Vecchio logo UGC.

Creato nel 1971 in seguito alla cessione di 18 sale da parte dello stato, UGC ha incrementato progressivamente il numero di sale e multisale e dai primi anni '80 è attiva anche nel mercato dei diritti audiovisivi.
Per il primo ventennio di attività, UGC ha circoscritto la sua operatività al territorio francese. Nel 1992, con l'apertura di una multisala a Bruxelles, il gruppo ha intrapreso una florida attività anche all'estero.

## Rete e attività
Nel 2008 la rete di sale e multisale, raggruppate sotto il logo UGC Ciné Cité, consta 589 schermi totali suddivisi in 49 strutture, ripartite in 4 paesi europei (Francia, Spagna, Italia e Belgio).
Nel 2004 il gruppo ha ceduto una consistente quota al nuovo gruppo Cineworld, che ha assorbito tutte le sale presenti in territorio britannico, dove precedentemente UGC aveva avviato una fortunata espansione con 40 sale nel Regno Unito e 1 in Irlanda.
UGC opera in Francia secondo un duplice principio, che prevede o la localizzazione periferica all'interno di aree di rinnovamento urbano, in una ricerca di complementarità fra i centri urbani e le prime periferie, o la localizzazione centrale, nei centri urbani delle città di grosse dimensioni.

## UGC in Italia
In Italia erano presenti 4 multisale UGC: Porta di Roma e Parco Leonardo a Roma e a Fiumicino, 45°N a Moncalieri nell'area urbana di Torino (posta esattamente sul 45º parallelo nord, dal quale prende il curioso nome) e Romagna a Savignano sul Rubicone, in un'area commerciale equidistante da Cesena e Rimini.
Le 4 sale constano di 66 schermi e 15000 posti totali.
Nel 2011 sono iniziate le trattative di acquisizione della filiale italiana da parte del gruppo United Cinemas International, concluse nel maggio dello stesso anno con il passaggio definitivo delle sale al nuovo gestore.
| Nome                         | Città                  | Provincia    | Nr. Sale | Posti a sedere |
| UGC Cine Cité Parco Leonardo | Fiumicino              | Roma         | 24       | 6000           |
| UGC Cine Cité Porta di Roma  | Roma                   | Roma         | 14       | 2500           |
| UGC Cine Cité 45°N           | Moncalieri             | Torino       | 16       | 4000           |
| UGC Cine Cité Romagna        | Savignano sul Rubicone | Forlì-Cesena | 12       | 2500           |